# 轮辋

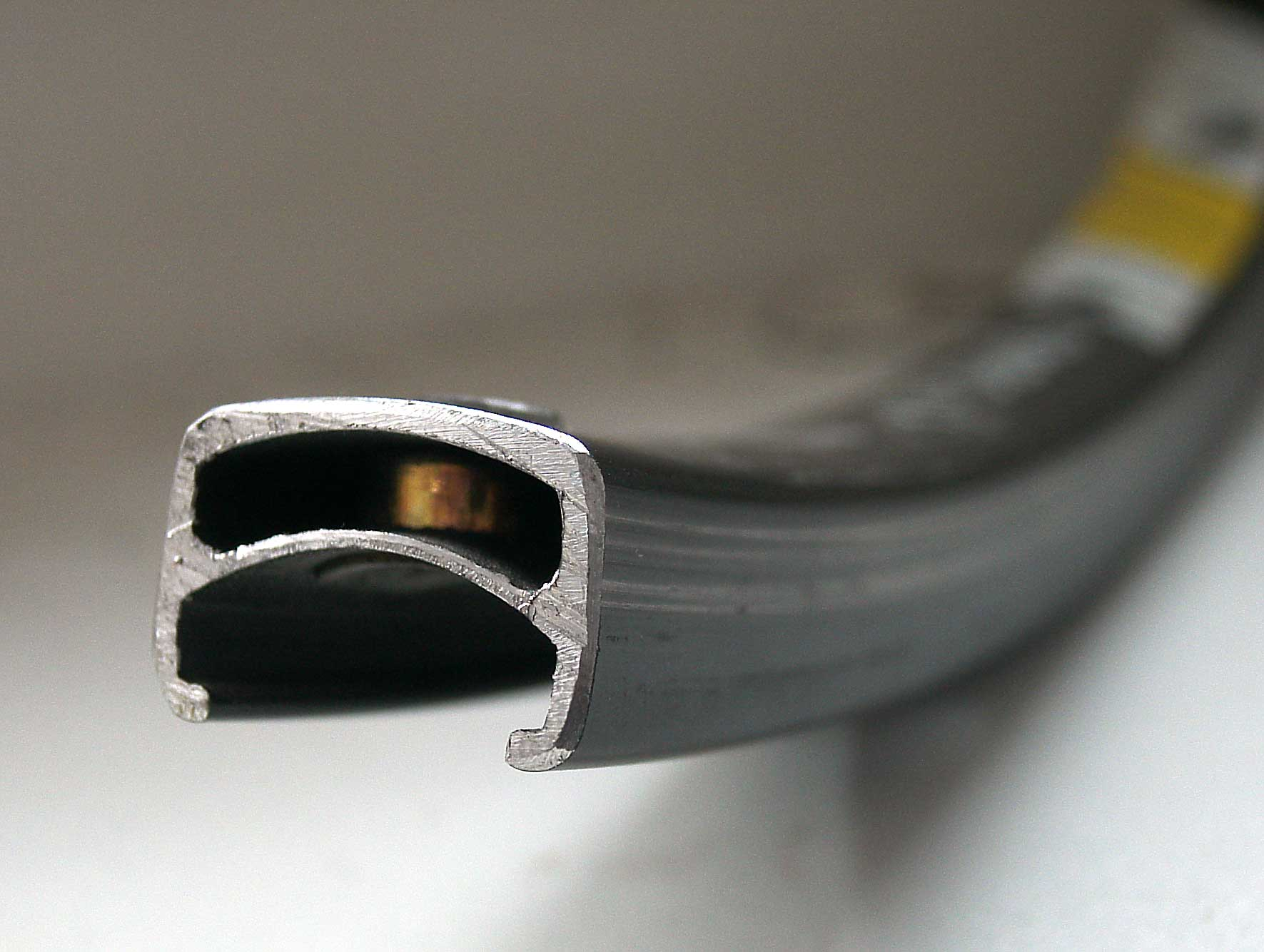
自行车轮辋的横截面

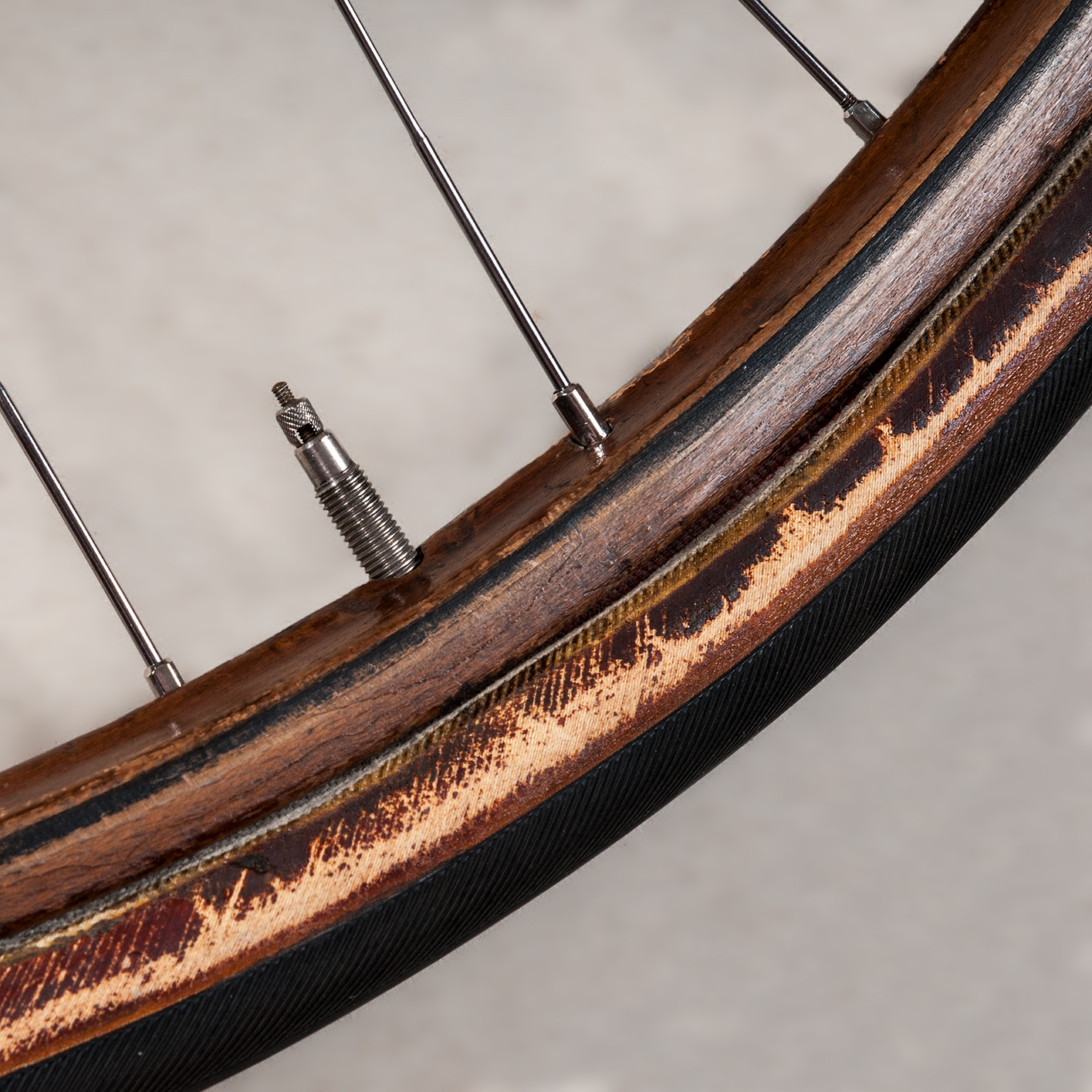
自行车的木製轮辋，轮辋外是輪胎

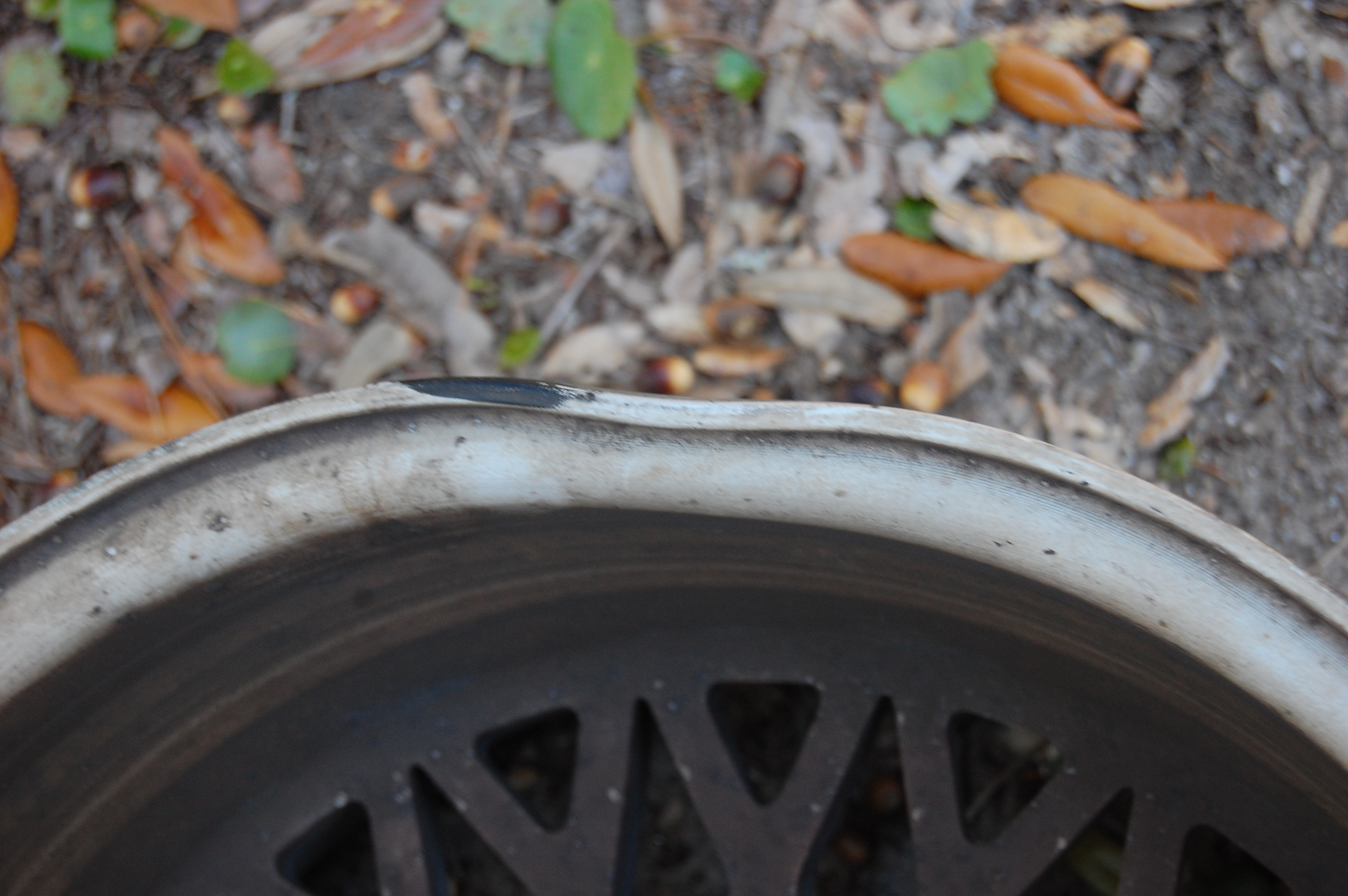
一個變形的轮辋

轮辋又稱鋼圈、輪圈，是一種環形鋼圈（也有可能是其他材料製成的圈），是車輪的骨架，輪胎安裝在轮辋上，轮辋的作用是用來支撐和固定轮胎。 标准的汽车轮辋由矩形金属板制成。